# Teorehe järv
Teorehe järv, även Saastna järv, är en sjö i Lihula kommun i landskapet Läänemaa i västra Estland. Den ligger 100 km sydväst om huvudstaden Tallinn. Saastna järv ligger i jämnhöjd med havsnivån. Sjön ligger på halvön Saastna poolsaar i närheten av byn Saastna. Arean är 0,006 kvadratkilometer.